# Choi Kyu-hah
Choi Kyu-hah (Hangul: 최규하; Hanja: 崔圭夏, 16 tháng 7 năm 1919 - 22 tháng 10 năm 2006) (cũng viết Choi Kyu-ha; Hán-Việt: Thôi Khuê Hạ) là Tổng thống Hàn Quốc từ năm 1979-1980. Ông sinh ra ở Wonju, tỉnh Gangwon. Ông từng giữ chức Bộ trưởng ngoại giao và Thủ tướng Hàn Quốc trước khi trở thành Tổng thống.
Sau vụ ám sát Tổng thống Park Chung-hee năm 1979, Thủ tướng Choi Kyu-hah đã lên nắm quyền. Do tình trạng chính trị bất ổn, ông đã hứa sẽ thực hiện một cuộc bầu cử dân chủ, cũng như ban hành một Hiến pháp mới để thay thế Hiến pháp Yusin độc đoán. Ông sau đó đã giành chiến thắng trong một cuộc bầu cử tháng 12 năm đó để trở thành Tổng thống thứ tư của đất nước. Tháng 12 năm 1979, Thiếu tướng Chun Doo-hwan và những người thân cận trong quân đội đã tiến hành một cuộc đảo chính chống lại chính phủ của ông. Họ nhanh chóng loại bỏ Tổng tham mưu trưởng và hầu như kiểm soát của chính phủ vào đầu năm 1980. Tháng 4 năm 1980, do áp lực ngày càng tăng từ Chun và các chính trị gia khác, Choi bổ nhiệm Chun làm Giám đốc của Cơ quan Tình báo Trung ương Hàn Quốc. Vào tháng 5, Chun tuyên bố thiết quân luật và đã loại bỏ tất cả rào cản của chính phủ dân sự, trở thành người cai trị đất nước trên thực tế. Lúc này, các cuộc biểu tình của học sinh gia tăng ở Seoul và Gwangju. Các cuộc biểu tình tại Gwangju tiếp tục, dẫn đến vụ thảm sát Gwangju, nơi khoảng 987 dân thường đã thiệt mạng trong vòng 5 ngày đàn áp của quân đội của Chun.
Choi Kyu-hah đã từ chức ngay sau đó. Chun trở thành Tổng thống thứ năm của Hàn Quốc vào ngày 01 Tháng Chín 1980. Sau khi từ chức, ông đã sống lặng lẽ trong mắt công chúng và qua đời vào ngày 22 tháng 10 năm 2006. Choi Kyu-hah là Tổng thống tại nhiệm ngắn nhất trong lịch sử khi ông chỉ giữ chức trong 295 ngày.